# 1995年の日本競馬
1995年の日本競馬（1995ねんのにほんけいば）では、1995年（平成7年）の日本競馬界についてまとめる。馬齢は旧表記で統一する。
1994年の日本競馬 - 1995年の日本競馬 - 1996年の日本競馬

## 概要

### 阪神・淡路大震災
1月17日に発生した阪神・淡路大震災は競馬界にも甚大な被害をもたらした。
中央競馬においては、阪神競馬場周辺は活断層の関係で特に被害が大きく、駐車場と歩道橋が崩壊、馬場も第3-4コーナーの地下道前後が20センチメートル程度埋没・隆起するなどの大きな被害を受けた。一方で、厩舎に付随する宿泊施設は周辺住民の避難所となり、近隣住民約500名を受け入れている。このほかウインズ神戸や三宮電話投票所にも著しい被害が発生し、業務に支障をきたしている。京都競馬場においても、第1回開催の7・8日（1月21日・22日）が休止となっている。
12月に例年の第5回開催で開催されるまでは京都競馬場・中京競馬場で代替開催を行った。場外発売も第7回京都開催（例年の第4回）まで休業となった。休止となった京都第1回開催分は、6月3日・6月4日に宝塚記念を含んで行われ、震災復興特別競馬として開催、その収益24億円を震災復興費として拠出した。また、22日に予定されていたGII日経新春杯は1月28日に延期された。阪神競馬そのものは同年12月2日になって再開された。
地方競馬においても、園田競馬場と姫路競馬場を抱える兵庫県競馬は3月30日までの開催38日を休止し、騎手会や調教師会は被災者支援や物資の運搬などに追われた。
1月18日に日本中央競馬会は、兵庫県に5億円、神戸市・宝塚市・西宮市の3市に対して1000万円の義捐金を送った。このほか、園田で行われた第7回ゴールデンジョッキーカップで優勝した岡部幸雄は、その賞金100万円を震災復興資金として寄付している。

### 中央・地方交流元年
この年は中央競馬と地方競馬の交流が活発化し、「交流元年」と呼ばれた年であった。1993年に地全協会長の諮問機関として設立された地方競馬運営改善推進委員会は、翌年1994年6月に中央競馬との連携・協調を骨子とする答申を出している。これに中央側も呼応し、1995年より中央のGI競走全てを指定交流競走に設定、双方のダートでの主要競走を拡大する方針を打ち出した。これにより、指定トライアルレースで優先出走権を獲得した地方所属馬が、地方所属のまま中央のGIに出走できることとなった。
その先駆けとなったのは笠松競馬場所属のライデンリーダーで、桜花賞トライアルの報知杯4歳牝馬特別を勝ち、桜花賞に出走。圧倒的な1番人気に支持されたが4着に終わる。出走権を得て優駿牝馬に出走。こちらも1番人気に支持されたが13着に終わった。秋もローズステークスで3着に入線し、エリザベス女王杯の出走権を得るが、こちらも14着に終わった。
他にも、高崎のハシノタイユウが弥生賞で3着に入り、皐月賞に出走（9着）したり、笠松のベッスルキングが神戸新聞杯で3着に入線し、菊花賞に出走（8着）した。さらに宝塚記念にはトミシノポルンガがJRAの推薦で出走（10着）したが、指定トライアル競走も含め、多くのレースで中央と地方の差を感じさせる結果となってしまった。
地方競馬の交流重賞も拡大。ライブリマウントが活躍し、年明けからJRAの平安ステークス、フェブラリーステークス（当時GII）を連勝。帝王賞、ブリーダーズゴールドカップ、南部杯まで連勝。特に南部杯では、地元岩手の古豪トウケイニセイがライブリマウントを迎え討つ形となり、注目された。結果的にトウケイニセイは43戦目で初めて3着と連対を外したが、「負けてなお強し」の印象を残した。有馬記念前にJRAのGIを2勝した馬が不在という混戦状況もあって、ライブリマウントには東京大賞典の結果次第ではJRA賞年度代表馬の声も上がったほどであったが、結局有馬記念を菊花賞馬マヤノトップガンが制し、ライブリマウントが東京大賞典で惨敗したことで決着を見た。ライブリマウントはJRA賞最優秀ダートホースを受賞した。
他に、エンプレス杯ではホクトベガが出走。2着に約18馬身差をつける圧勝劇を演じた。
また、地方競馬場の馬券販売においても交流が進み、同年には荒尾競馬場や高崎競馬場で中央競馬の馬券発売が始まっている。

### サンデーサイレンス旋風
初年度産駒が4歳となった種牡馬サンデーサイレンスの勢いは留まるところを知らなかった。
牡馬クラシック路線では皐月賞を前に前年の3歳王者フジキセキが引退し、ピンチかに見えたがジェニュイン・タヤスツヨシが1・2フィニッシュ。
東京優駿でもタヤスツヨシ・ジェニュインの順で1・2フィニッシュを達成。
秋にはジェニュインは天皇賞・秋に挑戦して僅差の2着に入線。他にも青葉賞を東京優駿の勝ち時計を上回る好時計で制したサマーサスピションや、秋に急成長してセントライト記念を勝ったサンデーウェル等、層の厚さもあった。
牝馬クラシック路線では、桜花賞では2着にダンスパートナー、3着にプライムステージが入線。
優駿牝馬をダンスパートナーが制し、1993年のトニービン、1994年のブライアンズタイムに次いで3年連続で新種牡馬の産駒が東京優駿・優駿牝馬を制した。
ダンスパートナーは秋にはフランス遠征（後述）、さらに菊花賞出走で牝馬路線には不在となったが、春のクラシックに出走できなかったサイレントハピネスや、ブライトサンディー、マジックキスが台頭。ブライトサンディーはエリザベス女王杯で2位入線した。
3歳馬もバブルガムフェローが朝日杯3歳ステークスを制し、ラジオたんぱ杯3歳ステークスではロイヤルタッチ・イシノサンデー・ダンスインザダークが1～3着を占めた。

### 海外遠征　～フジヤマケンザンの快挙～
春より多くの馬が、これまでになく積極的に海外遠征を行った。そして、12月10日に行われた香港国際カップ（国際G2）でフジヤマケンザンがハクチカラ以来35年ぶりの海外での重賞制覇を達成。
以下に、この年の海外遠征を列挙する。特に藤沢和雄・森秀行両調教師が海外遠征に積極的な姿勢を見せ、3年後のG1制覇への布石となった。
- ヒシアマゾンがアメリカ・サンタアニタ競馬場で行われるサンタアニタハンデキャップ(G1)に出走すべく遠征したが、現地での調整中に軽い脚部不安を発症して出走せず。
- 藤沢和雄厩舎所属のクロフネミステリーがアメリカ・アケダクト競馬場で行われたディスタフハンデキャップ(G2)に出走し、3着と健闘[1]。
- 森秀行厩舎所属のスキーキャプテンが日本調教馬として初めてアメリカ・ケンタッキーダービー（G1、チャーチルダウンズ競馬場）に出走したが、14着と大敗。当初はプリークネスステークス・ベルモントステークスの出走も予定していたが、馬体の消耗が激しかったため回避し、帰国。
- ダンスパートナーがフランスに遠征。ノネット賞(G3)はその年のフランス1000ギニー勝ち馬マティアラの僅差2着に健闘。ヴェルメイユ賞(G1)は、直線で前が塞がる不利があり、6着に終わった[2]。
- 前述の通りフジヤマケンザンが香港国際カップを制したが、その他の香港国際競走でも、香港国際ボウル出走のドージマムテキは5着、香港国際ヴァーズ出走のタニノクリエイトは4着[3]。この3頭はいずれも森秀行厩舎所属。

### 最強5歳牡馬・牝馬の明暗
前年史上4頭目の三冠馬となったナリタブライアンは年明け緒戦の阪神大賞典を7馬身差で制し、順調に迎えたかに見えたが、股関節炎を発症。春のGIは全休。
この間に主戦騎手の南井克巳が負傷。復帰戦となった天皇賞・秋は12着に終わった。
前年、圧倒的な強さを見せつけたヒシアマゾンは年明け緒戦に海外遠征を選んだが、先述の通り現地入り後に軽い脚部不安で回避。
高松宮杯（当時は2000mのGII）で復帰も5着に終わる。しかし、オールカマーと京都大賞典を圧勝し、ジャパンカップに駒を進める。
ジャパンカップでは騎手が武豊に変更となったナリタブライアンが1番人気、ヒシアマゾンが2番人気を占める。
レースはドイツからの遠征馬ランドが制し、ヒシアマゾンは鋭く追い上げたものも2着。ナリタブライアンは6着に終わる。
有馬記念ではヒシアマゾンが1番人気に支持されたが、5着と惨敗。ナリタブライアンも、逃げるマヤノトップガンには並ぶこともできず、一度は交わしにかかったタイキブリザードに差し返され、追いこんだサクラチトセオーにも抜かれ4着に終わった。

### JRAアラブ競走の廃止
生産規模の縮小、およびアラブ系抽籤馬の配布も前年で終了したことなどを受けて、JRAでのアングロアラブ競馬は1995年限りで廃止となった。重賞セイユウ記念ではシゲルホームランが3連覇を達成。JRA最後のアラブ競走となったアラブ大賞典を勝ち、最後のJRA賞最優秀アラブに選出されたムーンリットガールは、スプリンターズステークスに出走し、サラブレッド2頭に先着。さらに翌年も2戦だけではあるがサラブレッドに挑戦した。

## できごと

### 1月 - 3月
- 1月1日、JRAは今年から指定トライアルで優先出走権を獲得した地方競馬所属馬に、地方所属のままでのGI出走権を与えると発表。
- 1月1日、前年秋から試験的に放送されていた、競馬専門放送グリーンチャンネルの本格配信が開始される[6]。
- 1月17日、阪神・淡路大震災で阪神競馬場周辺は甚大な被害を受けた。これを受けて、1月21日と1月22日に予定されていた京都競馬の開催を中止（中山競馬は通常通り施行）した[1]。
- 2月5日、東京開催は降雪のため全レースがダート変更。東京新聞杯はグレード外の重賞として行われた[1]。（勝ち馬ゴールデンアイ）
- 3月9日 - トウカイテイオーが顕彰馬に選出される。
- 3月15日 - アメリカ・サンタアニタ競馬場遠征中のヒシアマゾンは左前球節捻挫を発症し、出走予定のサンタアニタハンデキャップへの出走を断念した。
- 3月18日、若葉ステークスで、2位に5馬身差をつけて1位入線したルイジアナボーイは、斜行してタヤスツヨシの進路を妨害したため降着。2位入線のジェニュインが繰り上がり1着。
- 3月19日、桜花賞トライアルの報知杯4歳牝馬特別で笠松のライデンリーダーが1着。地方所属馬として（ジャパンカップを除いて）初めてGIレース出走権を獲得。
- 3月19日、クロフネミステリーがニューヨーク・アケダクト競馬場のディスタフハンデキャップ(G2)に出走し、3着と好走。
- 3月24日、クラシック最有力候補フジキセキが屈腱炎を発症。このまま引退して種牡馬入りすることが発表された。

### 4月 - 6月
- 4月7日、ナリタブライアンが右股関節炎を発症していることが判明し、休養することとなった。
- 4月8日、イギリスの伝統的な障害レースグランドナショナルに、日本人騎手として初めて田中剛が騎乗。アイルランドのザコミッティ（騸馬12歳）に騎乗したが、第一障害でバランスを崩して落馬、競走中止。
- 4月11日、大井競馬場で馬番連勝複式の発売が開始される。また、友引制度が廃止される[2]。
- 4月29日、春の叙勲で、中央競馬の保田隆芳調教師が勲四等瑞宝章を、布施正調教師が黄綬褒章をそれぞれ受賞した[2]。
- 5月6日、スキーキャプテンが日本調教馬として初めてケンタッキーダービーに出走も、17着と惨敗。
- 5月6日、河内洋騎手が史上5人目の通算1,500勝を史上最年少・最短（いずれも当時）で達成。
- 5月7日、川崎競馬場でナイター競馬が開催されるようになる[2]。
- 6月3日・6月4日、阪神・淡路大震災被災地支援競走として中央競馬の開催を施行。東京競馬場・中京競馬場に加え、1月21・22日中止分の京都競馬（第1回7・8日目）の代替日程を編成。これにより阪急杯を6月4日→6月3日に、宝塚記念を6月11日→6月4日にそれぞれ日程を前倒す[2]。
- 6月4日、宝塚記念でライスシャワーが故障により転倒し、競走中止。左第一指関節開放脱臼で予後不良と診断され、安楽死となった[2]。

### 7月 - 9月
- 7月23日、武豊騎手が小倉競馬場第3レースでエールノコイビトに騎乗して1着。史上最年少・最短で通算1000勝を達成した。
- 8月16日、ブリーダーズゴールドカップが旭川競馬場初のナイターで行われる。
- 8月27日、ダンスパートナーがフランスG3ノネット賞でハナ差の2着に入賞[2]。
- 8月27日、ラガービッグワンが12週連続出走を達成。
- 9月7日、ライスシャワーの記念碑が京都競馬場に建立される[2]。
- 9月10日、ダンスパートナーがフランスG1ヴェルメイユ賞に出走。1番人気に支持されたが6着に敗れる[2]。
- 9月16日、同年の開催より、産経賞オールカマーが国際交流競走に指定される[3]。
- 9月17日、台風12号の接近で、オールカマー等、予定されていた中山開催は翌日に延期[2]。
- 9月18日、延期されたオールカマーをヒシアマゾンが制し、シンコウラブリイを抜いて歴代賞金女王となった。
- 9月23日、この年限りで廃止となったサファイヤステークスでブライトサンディー騎乗の岡部幸雄が重賞通算115勝目をあげ、保田隆芳調教師（当時）を抜いて歴代最多に。
- 9月30日、中央競馬において、東西の主競馬場のメインレース相互発売に加え、従場（ローカル）のメインレース相互発売も開始される[3]。

### 10月 - 12月
- 10月14日、南井克巳騎手が京都競馬場で、レース前にゲート内で負傷。右足関節脱臼骨折で全治4か月と診断された。
- 10月28日、有名競走馬の中では長寿日本一といわれたカネケヤキが心不全のため死去。
- 11月4日、阪神競馬場の施設修復が完成し、この日より場外発売を開始[3]。
- 11月5日、菊花賞にオークス馬ダンスパートナーが出走し、一番人気に支持されるが5着に終わる。菊花賞に牝馬が出走するのは1977年のケイツナミ(10着)以来で、グレード制施行後では初。第1回エリザベス女王杯が行われた1976年以後では2012年現在でも牝馬の菊花賞出走はこの2頭のみ。
- 11月5日、盛岡競馬場が新施設に完全移行。旧競馬場は63年の歴史に幕を閉じた[3]。
- 11月12日、エリザベス女王杯が行われたこの日の京都競馬場は入場人員14万3606人の同競馬場のレコード（2013年現在でも）。女性の入場者は4万2115人で、これも京都では最高となった。
- 11月22日、翌年からの高松宮杯の1200mGI昇格と、エリザベス女王杯の古馬開放、秋華賞の新設が決定。
- 12月2日、阪神競馬場がほぼ1年ぶりに開催[3]。
- 12月9日、JRA最後のアラブ競走となるアラブ大賞典でムーンリットガールがレコード勝ち。
- 12月10日、フジヤマケンザンが香港国際カップ（当時は香港G1・国際G2）に勝つ[3]。
- 12月17日、ヒシアケボノが馬体重560kgでスプリンターズステークスを制し、史上最重量馬のGI制覇を達成。

### その他
- 初年度産駒が4歳となったサンデーサイレンスがわずか2世代でリーディングサイヤーを獲得。産駒が皐月賞、オークス、日本ダービー、朝日杯を制し、うち皐月賞、ダービーは1・2フィニッシュであった。
- 1戦1勝でエプソムダービーを制したラムタラはキングジョージ6世&クイーンエリザベスステークス、凱旋門賞も無敗で制する。

## 競走成績

### 中央競馬・平地GI
- 第55回桜花賞（京都競馬場・4月9日） 優勝：ワンダーパヒューム、騎手：田原成貴
- 第55回皐月賞（中山競馬場・4月16日） 優勝：ジェニュイン、騎手：岡部幸雄
- 第113回天皇賞（春）（京都競馬場・4月23日） 優勝：ライスシャワー、騎手：的場均
- 第45回安田記念（東京競馬場・5月14日） 優勝：ハートレイク、騎手：武豊
- 第56回優駿牝馬（オークス）（東京競馬場・5月21日） 優勝：ダンスパートナー、騎手：武豊
- 第62回東京優駿（日本ダービー）（東京競馬場・5月28日） 優勝：タヤスツヨシ、騎手：小島貞博
- 第36回宝塚記念（京都競馬場・6月4日） 優勝：ダンツシアトル、騎手：村本善之
- 第112回天皇賞（秋）（東京競馬場・10月29日） 優勝：サクラチトセオー、騎手：小島太
- 第56回菊花賞（京都競馬場・11月5日） 優勝：マヤノトップガン、騎手：田原成貴
- 第20回エリザベス女王杯（京都競馬場・11月12日） 優勝：サクラキャンドル、騎手：小島太
- 第12回マイルチャンピオンシップ（京都競馬場・11月19日） 優勝：トロットサンダー、騎手：横山典弘
- 第15回ジャパンカップ（東京競馬場・11月26日） 優勝：ランド、騎手：M.ロバーツ
- 第47回阪神3歳牝馬ステークス（阪神競馬場・12月3日） 優勝：ビワハイジ、騎手：角田晃一
- 第47回朝日杯3歳ステークス（中山競馬場・12月10日） 優勝：バブルガムフェロー、騎手：岡部幸雄
- 第29回スプリンターズステークス（中山競馬場・12月17日） 優勝：ヒシアケボノ、騎手：角田晃一
- 第40回有馬記念（中山競馬場・12月24日） 優勝：マヤノトップガン、騎手：田原成貴

### 中央競馬・障害
- 第114回中山大障害（春）（中山競馬場・4月8日） 優勝：ダイカツストーム、騎手：中竹和也
- 第115回中山大障害（秋）（中山競馬場・12月16日） 優勝：フジノスラッガー、騎手：臼井武

### 地方競馬主要競走
- 第18回帝王賞（大井競馬場・4月13日）優勝 : ライブリマウント（騎手 : 石橋守）
- 第41回東京ダービー（大井競馬場・6月8日）優勝 : ジョージタイセイ（騎手 : 藤村和生）
- 第42回エンプレス杯（川崎競馬場・6月13日）優勝 : ホクトベガ（騎手 : 横山典弘）
- 第7回ブリーダーズゴールドカップ（旭川競馬場・8月16日）優勝 : ライブリマウント（騎手 : 石橋守）
- 第8回マイルチャンピオンシップ南部杯（水沢競馬場・10月10日）優勝 : ライブリマウント（騎手 : 石橋守）
- 第41回全日本アラブ大賞典（大井競馬場・12月1日）優勝 : ミスターホンマル（騎手 : 菅原勲）
- 第41回東京大賞典（大井競馬場・12月21日）優勝 : アドマイヤボサツ（騎手 : 芹沢純一）

## 表彰

### JRA賞
- 年度代表馬・最優秀4歳牡馬 マヤノトップガン
- 最優秀3歳牡馬 バブルガムフェロー
- 最優秀3歳牝馬 ビワハイジ
- 最優秀4歳牝馬 ダンスパートナー
- 最優秀5歳以上牡馬 サクラチトセオー
- 最優秀5歳以上牝馬 ヒシアマゾン
- 最優秀短距離馬 ヒシアケボノ
- 最優秀父内国産馬 フジヤマケンザン
- 最優秀ダートホース ライブリマウント
- 最優秀障害馬 リターンエース
- 最優秀アラブ ムーンリットガール

### NARグランプリ
- 年度代表馬・サラブレッド系4歳最優秀馬　ライデンリーダー（牝4・笠松）
- サラブレッド系3歳最優秀馬 ホウシュウサルーン（牡3・川崎）
- サラブレッド系5歳上最優秀馬 マルブツセカイオー（牡6・名古屋）
- アラブ系3歳最優秀馬 マルゼンショウハイ（牡3）
- アラブ系4歳最優秀馬 タッチアップ（牡4）
- アラブ系5歳上最優秀馬 ミスターホンマル（牡7・岩手）
- ばんえい最優秀馬 マルゼンバージ
- 特別表彰馬 トウケイニセイ（牡5・JRA）・ライブリマウント（牡9・岩手）

## リーディング

### リーディングジョッキー
| 分類         | 騎手の氏名 | 勝利数 |
| ------------ | ---------- | ------ |
| 中央競馬     | 武豊       | 134    |
| 地方競馬     | 石崎隆之   | 270    |
| ばんえい競走 |            |        |

### リーディングトレーナー
| 分類         | 調教師の氏名 | 勝利数 |
| ------------ | ------------ | ------ |
| 中央競馬     | 藤沢和雄     | 52     |
| 地方競馬     | 田原義友     | 168    |
| ばんえい競走 |              |        |

### リーディングサイアー
- サンデーサイレンス
- ミルジョージ（地方）

## 誕生
この年に生まれた競走馬は1998年のクラシック世代となる。

### 競走馬
- 1月24日 - マンボツイスト
- 2月15日 - コロナドズクエスト
- 2月18日 - グラスワンダー
- 3月4日 - フィガロ
- 3月7日 - ミラクルタイム
- 3月8日 - マイネルラヴ
- 3月11日 - ミスズシャルダン
- 3月15日 - ジョービッグバン
- 3月17日 - エモシオン、エルコンドルパサー
- 3月25日 - ウイングアロー、スエヒロコマンダー
- 3月27日 - エアデジャヴー、ロードクロノス
- 3月29日 - ダンツシリウス
- 4月4日 - エアスマップ、ファレノプシス
- 4月6日 - ツルマルツヨシ
- 4月7日 - アメリカンボス
- 4月9日 - エアジハード
- 4月13日 - ナリタホマレ
- 4月14日 - アインブライド、クリールサイクロン
- 4月15日 - エイダイクイン
- 4月18日 - マイターン
- 4月21日 - レオリュウホウ
- 4月23日 - レガシーロック
- 4月25日 - ワールドクリーク
- 4月26日 - セイウンスカイ、スナークレイアース
- 4月28日 - アグネスワールド、キングヘイロー、ボールドエンペラー
- 4月29日 - ビワタケヒデ
- 5月2日 - スペシャルウィーク
- 5月3日 - トゥナンテ、ニホンピロジュピタ
- 5月6日 - ロンドンブリッジ
- 5月7日 - インテリパワー
- 5月8日 - カネトシガバナー
- 5月10日 - スカーレットレディ、チェックメイト、ディヴァインライト
- 5月18日 - エリモエクセル
- 5月20日 - マックスキャンドゥ
- 5月21日 - ブリリアントロード
- 5月27日 - エガオヲミセテ
- 5月29日 - マキバスナイパー、メイショウオウドウ
- 11月12日 - マイネプリテンダー

### 人物
- 4月7日 - 木幡初也（騎手）
- 5月13日 - 小崎綾也（騎手）
- 9月4日 - 松若風馬（騎手）
- 9月22日 - 石川裕紀人（騎手）
- 10月13日 - 義英真（騎手）
- 12月11日 - 保園翔也（騎手）

## 死去

### 競走馬
- 1月23日 - シャルード(Sharrod)
- 2月8日 - バンブーゲネシス
- 3月24日 - ユートジェーン
- 6月4日 - ライスシャワー
- 6月6日 - オースミポイント
- 6月28日 - プリテイキャスト
- 7月9日 - アレミロード(Allez Milord)
- 10月18日 - レッドラム(Red Rum)
- 10月28日 - カネケヤキ

### 人物
- 2月1日 - フランソワ・ブータン（仏調教師）
- 4月11日、五十嵐久（騎手）
- 6月15日 - 吉野勇（元調教師）
- 8月30日 - 山口瞳（作家、JRA賞馬事文化賞の選考委員）